# Lissonota fuscipilis
Lissonota fuscipilis là một loài tò vò trong họ Ichneumonidae.